# Albert Buysse
Albert Buysse (født 30. november 1911 i Eeklo, død 13. oktober 1998 i Sint-Niklaas) var en cykelrytter fra Belgien. Hans foretrukne disciplin var banecykling, og var aktiv fra 1931 til 1944, med et kort comeback i 1950.
Buysse deltog i 36 seksdagesløb, hvor af han vandt de ni. Syv af sejrene var med makker Albert Billiet, mens de to sidste var med Roger De Neef og Piet van Kempen. Ved Københavns seksdagesløb er andenpladsen i 1937 med makkeren Albert Billiet bedste placering.
I 1941 blev Buysse national mester i omnium.